# Praon baodingense
Praon baodingense är en stekelart som först beskrevs av Ji och Zhang 1992.  Praon baodingense ingår i släktet Praon och familjen bracksteklar. Inga underarter finns listade i Catalogue of Life.